# Cruzada Albigense

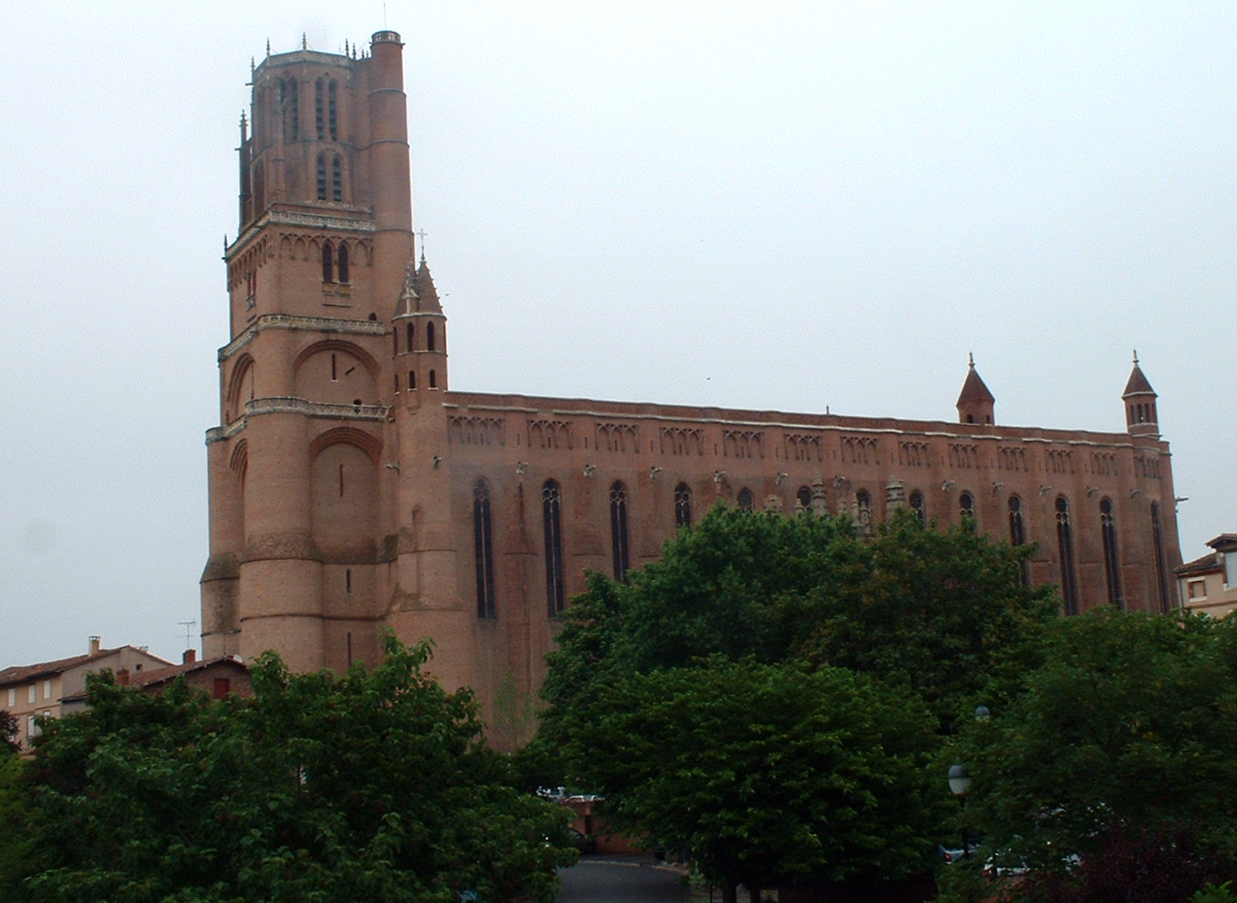
Catedral de Albi, localidade francesa que deu nome ao movimento religioso combatido pela força militar pela Igreja Católica

A Cruzada Albigense (denominação derivada de Albi, cidade situada ao sudoeste da França), também conhecida como Cruzada Cátara ou Cruzada contra os Cátaros, foi um conflito armado ocorrido em 1209 e 1244, por iniciativa do papa Inocêncio III com o apoio da dinastia capetiana (reis da França na época), com o fim de reduzir pela força o catarismo, um movimento religioso qualificado como heresia pela Igreja Católica e assentado desde o século XII nos territórios feudais do Languedoque; favoreceu a expansão para sul das posses da monarquia capetiana e os seus vassalos. A guerra, que se desenvolveu em várias fases, começou com o confronto entre os exércitos de cruzados súditos do rei Filipe Augusto da França com as forças dos condes de Tolosa e vassalos, provocando a intervenção da Coroa de Aragão, que culminou na batalha de Muret. Numa segunda etapa, na qual inicialmente os tolosanos atingiram certos sucessos, a intervenção de Filipe Augusto decidiu a submissão do Condado, ratificada pelo Tratado de Paris. Numa prolongada fase final, as operações militares e as atividades da recém criada Inquisição focaram-se na supressão dos focos de resistência cátara que, desprovidos dos seus apoios políticos, terminaram por ser reduzidos. A guerra teve episódios de grande violência, provocou a decadência do movimento religioso cátaro, o ocaso da até então florescente cultura languedociana e a formação de um novo espaço geopolítico na Europa ocidental.

## Geopolítica occitana da época

Mapa do território em vésperas da batalha de Muret

Nos primórdios do século XIII, as regiões do Languedoc encontravam-se sob o domínio de vários senhores:
- O condado de Tolosa, governado por Raimundo VI de Toulouse, dominava a zona compreendida entre os vales do Garona, Rouergue e Quercy, aos quais se acrescentavam as suas posses na Alta Provença;
- O Condado de Comminges, sob o poder de Bernardo IV de Cominges, conde de Comminges e de Bigorra, primo carnal do conde de Tolosa e vassalo do mesmo enquanto que senhor de Samatan e Muret;
- O condado de Foix, cujo intitular era Raimundo Rogério I, vassalo do conde de Tolosa;
- O Viscondado de Béarn;
- O Viscondado de Carcassona, Béziers, Albi e Limoux, cujo senhor feudal era Raimundo Rogério Trencavel, sobrinho de Raimundo VI. Possuía o principado que abrangia de Carcassona a Béziers. A família Trencavel rendia homenagem à Coroa de Aragão desde 1179, sendo à vez vassalos do Condado de Tolosa. A dinastia feudal Trencavel mantinha assim mesmo alianças com o Viscondado de Minerve;
- A Coroa de Aragão, domínios do rei Pedro II de Aragão, à que rendiam vassalagem os condes de Tolosa.

As cinco dioceses cátaras, Narbona, Albi, Carcassonne, Cahors, Toulouse e até mesmo Agen ocupavam quase exatamente os territórios dos grandes senhores feudais do Languedoque. Os cátaros recebiam o apoio de alguns nobres e conseguiram assentar-se graças à ação exemplar dos Perfeitos —seguidores cátaros de uma vida ascética— e à incapacidade do clero católico. Os Perfeitos e Perfeitas não eram muito numerosos, mas uma grande parte da população tolerava a sua doutrina e até mesmo a favorecia.

## Causas da Cruzada

### O catarismo
O catarismo é frequentemente classificado como uma religião de caráter gnóstico e maniqueísta, especialmente inspirada no movimento dos bogomilos que surgiram no século X nos Bálcãs e com influências litúrgicas do cristianismo primitivo. O catarismo teve o seu auge durante os XII e XIII na Europa Ocidental, onde chegaram a ser conhecidos também como Albigenses, em alusão à cidade de Albi, onde residiam algumas das maiores comunidades cátaras, com outras estabelecidas a norte da Itália, no reino de Aragão e no condado de Barcelona, embora o seu encrave principal se encontrasse na região do Languedoque, a sul da atual França. Foi implantado nomeadamente nos burgos, populações complexas nas quais coexistiam os senhores, cavaleiros, burgueses e gente da povoação; povoações e cidades com oficinas, artesãos e comércio. A liderança dos cátaros era protegida por nobres poderosos, e também por alguns bispos, que se ressentiam da autoridade papal em suas dioceses. Em 1204, o Papa suspendeu a autoridade de alguns desses bispos, nomeando legados papais para agir em seu nome. Em 1178 Henri de Marcy, legado do papa, qualificou as povoações de implantação cátara com a alcunha em latim de sedes Satanae, sedes de Satã.

### Doutrina
O catarismo era baseado numa interpretação dualista do Novo Testamento (recusavam o Antigo por ser uma crônica da criação do mundo material pelo falso Deus, também denominado Demiurgo). Assim defendiam a existência de dois princípios supremos: o Bem e o Mal, sendo o primeiro o criador dos espíritos e o segundo o da matéria. Para eles, o mundo era uma plasmação desta dualidade na que vagavam as almas (espíritos puros criados pelo Deus bom) envolvidas nos seus corpos (matéria criada pelo Deus mau). Rejeitavam o conceito do Inferno, sendo o equivalente a este o próprio mundo no qual as almas deviam purificar-se através de sucessivas reencarnações até atingir um grau de autoconhecimento que os levaria a visão da divindade escapando do mundo material para o paraíso imaterial. Para chegar a este estado pregavam uma vida ascética e contemplativa. Os que a seguiam eram denominados "Perfeitos" e considerados uma espécie de herdeiros ou continuadores das práticas dos apóstolos, tendo o poder de absolver dos pecados através da cerimônia do consolamentum, único sacramento na religião cátara.

### Oposição da Igreja católica

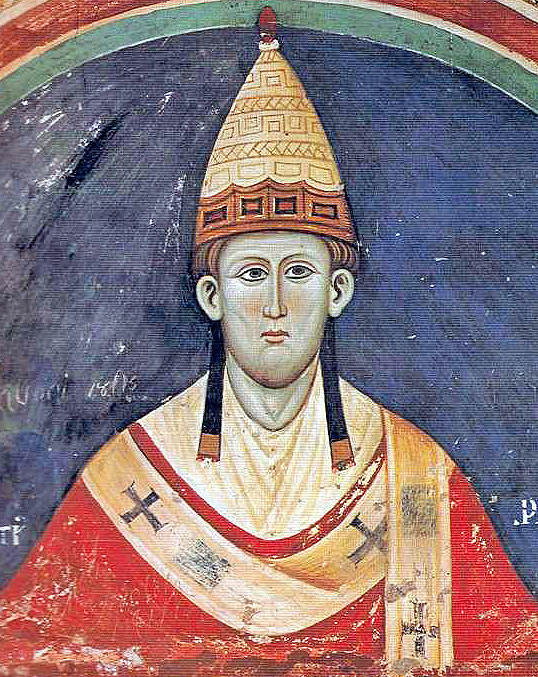
Afresco do Papa Inocêncio III em estilo bizantino tardio. Mosteiro beneditino de Subiaco, Lácio, em torno de 1219.

A doutrina cátara se chocava radicalmente com a pregada pela Igreja Romana. Entre outras coisas:
1. Negava a existência de um único Deus ao afirmar a dualidade das coisas (existência de um Deus mau).
2. Apresentava um conceito do mundo e da Criação diferentes ao firmarem que este mundo foi criado por uma Força má e por isso o homem, que é criação dessa Força, vivia em pecado e deveria abdicar das coisas desse mundo para retornar a morada de Deus. (para os católicos o mundo e o homem seriam bons ao serem criados por Deus e o pecado viria da corrupção do homem no pecado original).
3. Propugnava a salvação através do conhecimento direto de Deus (Gnosis), em vez da fé em Deus através de emissários.

Também recusavam os juramentos, por ser ataduras ao mundo material, o que atacava pela sua vez a própria disposição da sociedade feudal europeia, na qual, dado o analfabetismo reinante, quase todas as transações comerciais e comprometimentos de fidelidade eram baseados em juramentos. Por tudo isso, a Igreja Romana com o papa Celestino III tratou de contra-arrestar o auge do catarismo mediante uma política missionária, multiplicando as fundações cistercienses e enviando pregadores de relevância, como Bernardo de Claraval, no século XII. Já em finais desse século, Celestino III foi sucedido por Inocêncio III, que pela sua origem familiar era um grande senhor feudal. Cria na virtude das armas quando eram guiadas por Deus; também era um jurista, formação que recebera em Paris e em Bolonha. Compreendeu que o catarismo surgira por uma carência da Igreja; havia poucos clérigos católicos bem instruídos, poucas abadias e bispos; muitos destes últimos apenas visitavam as suas dioceses para coletar impostos. A 1 de abril de 1198 escreveu aos seus arcebispos instando a retaliar os hereges cátaros. Em 1199 equiparou a heresia ao crime de lesa-majestade; no sucessivo, os hereges obstinados seriam banidos e os seus bens confiscados. Esta disposição foi estendida à Occitânia em julho de 1200. Instituiu legados e outorgou-lhes plenos poderes: direito de excomunhão, de pronunciar interdito, da obediência dos prelados e, caso necessário, de substituí-los por homens mais decididos. A sua principal missão consistia em reformar o clero local e combater a heresia.

### As missões

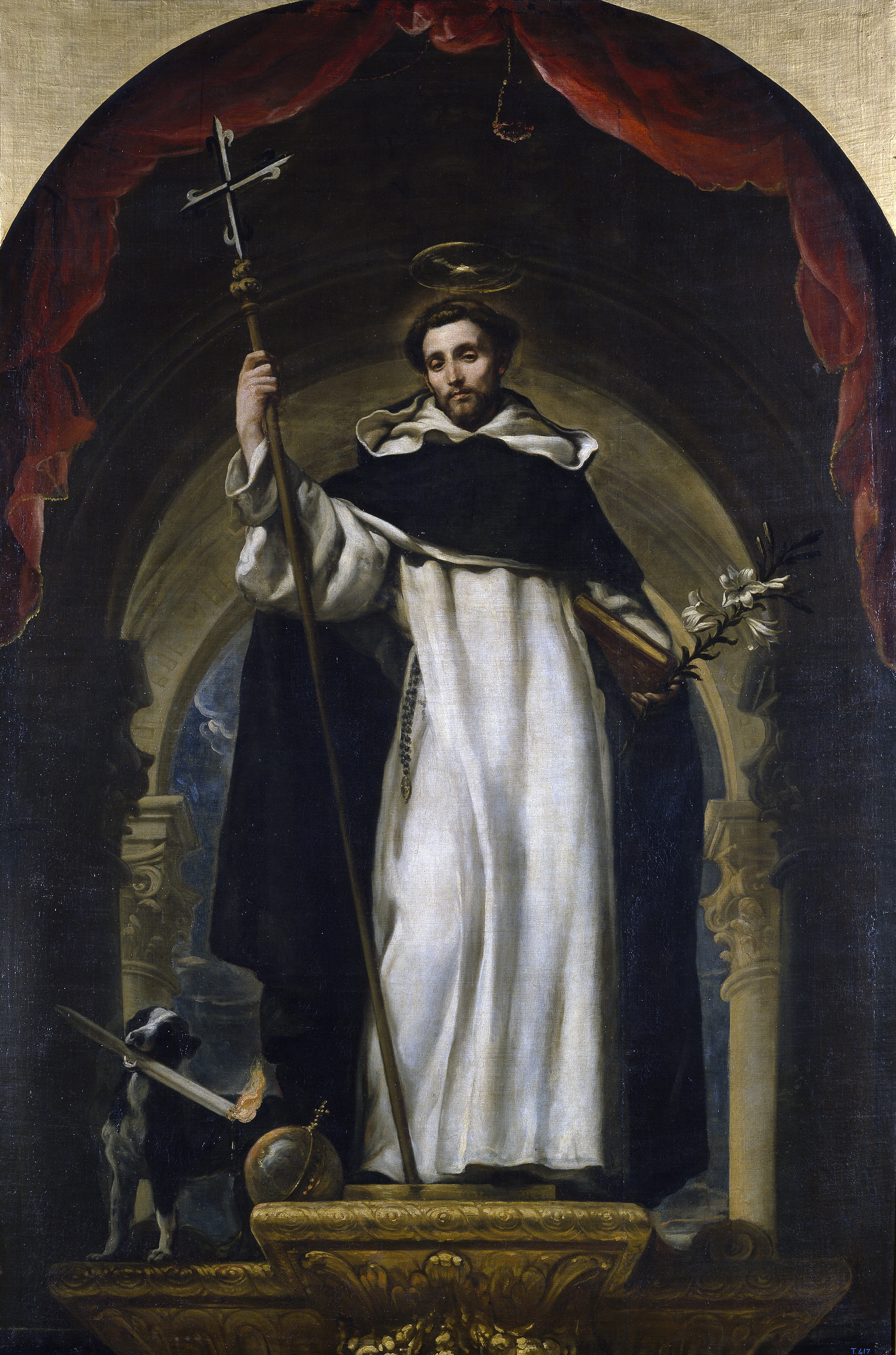
Domingos de Gusmão

No Outono de 1203, Inocêncio III designou como legados dois irmãos cistercienses da Abadia de Fontfroide, Raoul de Fontfroide e Pierre de Castelnau, um jurista da ordem do cister que se conduzia com a intransigência de um juiz seguro da lei que aplicava. Em dezembro dirigiram-se a Toulouse, onde fizeram jurar ao conde que extirparia a heresia. Em fevereiro de 1204 aconteceu uma reunião em Béziers presidida pelo rei Pedro II de Aragão. O rei reconhecera-se vassalo da Santa Sé mas, contra do pedido dos legados, manifestou que não estava disposto a usar a espada contra os seus vassalos ocidentais, senão todo o contrário. Uns meses mais tarde Arnaud Amaury, abade de Cîteaux, incorporou-se à delegação, mas ainda com o reforço de Arnaud Amaury os legados não obtinham sucessos. A sua apresentação não era a mais adequada: percorriam o país em luxuosos carros de cavalos acompanhados por todo um cortejo de servidores, quando precisamente o luxo e a suntuosidade era o que mais reprochava o povo occitano à igreja romana. Em maio de 1206 os abades decidiram regressar às suas respetivas abadias. No caminho de regresso fizeram uma parada em Montpellier e ali coincidiram com dois castelhanos que regressavam de Roma. Eram Diego de Acebes, bispo de Osma, e o seu vice-prior, Domingos de Gusmão, posterior fundador da Ordem Dominicana. Este encontro foi decisivo. Os legados expuseram as suas dificuldades: quando pregavam, era objetado o comportamento detestável dos clérigos, mas se se dedicavam a reformar os clérigos, teriam de renunciar à pregação. Os castelhanos expuseram a solução: pôr de lado a reforma dos clérigos e dedicar-se exclusivamente à pregação mas, para que esta fosse eficaz, era preciso que cumprira uma condição imperativa: a pobreza, ou seja, viajar com humildade, ir a pé, sem dinheiro, em casais, imitando os costumes dos Perfeitos cátaros e que antigamente utilizaram os apóstolos. Pouco a pouco, os métodos de Diego de Acebes e Domingos de Gusmão conseguiam os seus efeitos, convertendo crentes cátaros e até mesmo alguns Perfeitos. Diego regressou para Osma e Domingos de Gusmão escolheu então como companheiro a Guillem Claret, clérigo de Pamiers, com o que se instalou em Fanjeaux, no centro da região, onde converteu um grupo de Perfeitas e mulheres crentes cátaras, que instalou no Mosteiro de Prouilhe, perto de Fanjeaux, tornando-se num centro educacional e hospitalar de garotas, a semelhança das "Casas das Perfeitas".

### O insucesso das missões e ocasus belli

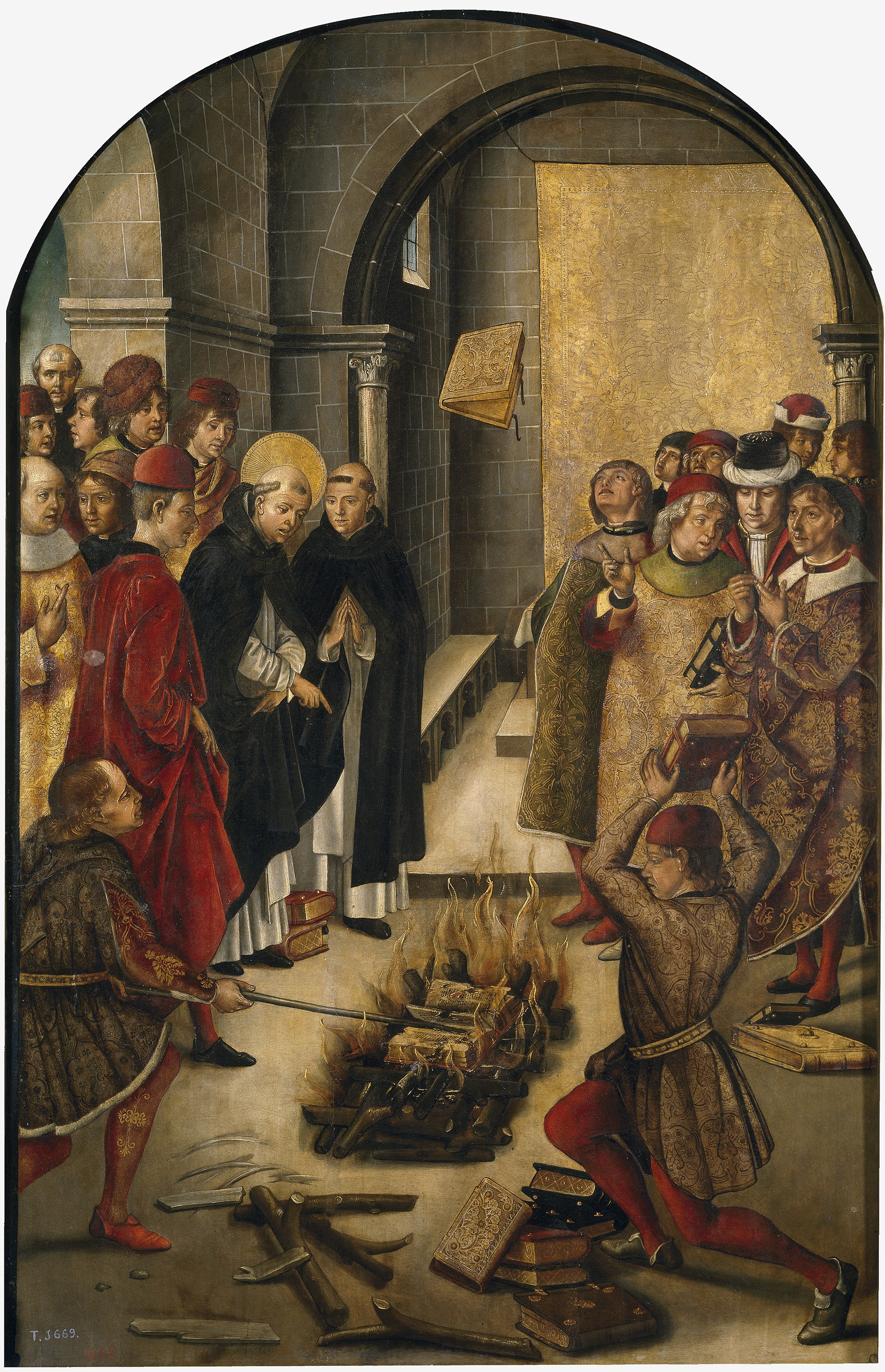
Auto de Fé de Santo Domingos de Gusmão, obra do pintor renascentista Pedro Berruguete, exibido no Museu do Prado, reproduz um cena da obra fracassada de conversão dos cátaros encarregue a Domingos de Gusmão

Os sucessos de Domingos de Gusmão dão ao manifesto a eficácia dos seus métodos, mas tratava-se de uma pregação longa e difícil que exigia modéstia e paciência, Domingos de Gusmão parecia adaptado a esta situação mas não assim os cistercienses que aguardavam uma conversão massiva e entusiasta e, em lugar disso, tinham de ir de povoação em povoação enfrentando os contra-pregadores cátaros que ocasionalmente conheciam o Evangelho melhor que os seus próprios clérigos. Para eles, a campanha de 1207 era um insucesso. Neste clima, com a heresia em pleno auge e a crescente humilhação da Igreja Romana frente da passividade e conivência dos senhores occitanos, somente faltava uma chispa que servisse de argumento a Inocêncio III para tomar as armas. Esta ocorreu na Primavera de 1208 com o assassinato em Saint-Gilles do legado papal Pedro de Castelnou (atribuído segundo as crônicas a uma ordem do conde tolosano Raimundo VI). O papa pronunciou um anátema contra o conde tolosano e declarou as suas terras "entregues como presa". Isto equivalia a uma chamada direta a Filipe II Augusto, rei da França, bem como a todos os condes, barões e cavaleiros do seu reino para acudir à Cruzada.

## Desenvolvimento da Cruzada
O desenvolvimento desta Guerra Santa ou cruzada é com frequência relatado pela historiografia em três fases diferenciadas: uma primeira etapa, a partir de 1209 e que se destacou por episódios de grande violência como o da matança de Béziers, enfrentou as forças reunidas por senhores vassalos dos Capetos provenientes nomeadamente de ilha de França e do Norte, comandadas por Simão de Monforte, com parte da nobreza tolosana encabeçada pelo conde Raimundo VI de Toulouse e a família Trencavel que, sendo aliados e vassalos do rei de Aragão Pedro II o Católico, invocaram à participação direta no conflito do monarca aragonês, que resultou derrotado e morto no curso da batalha de Muret em 1213. Numa segunda fase, a morte de Simão de Montfort no sítio a Toulouse após o retorno do conde Raimundo VII de Toulouse e a consolidação da resistência occitana apoiada pelo conde de Foix e forças aragonesas, decidiram a intervenção militar de Luís VIII de França a partir de 1226 com o apoio do Papa Honório III que culminou no Tratado de Meaux-Paris de 1229, no qual foi pactuada a integração do território occitano na coroa francesa. Numa terceira e última etapa os abusos da Inquisição provocaram numerosas revoltas e sublevações urbanas e decidiu uma última tentativa de Raimundo VII à que teve de renunciar  apesar do apoio da coroa inglesa e dos condes de Lusignan, terminando com a tomada das últimas fortificações de Montsegur e de Queribus em 1244.

### O assassinato de Castelnau e chamada a cruzada

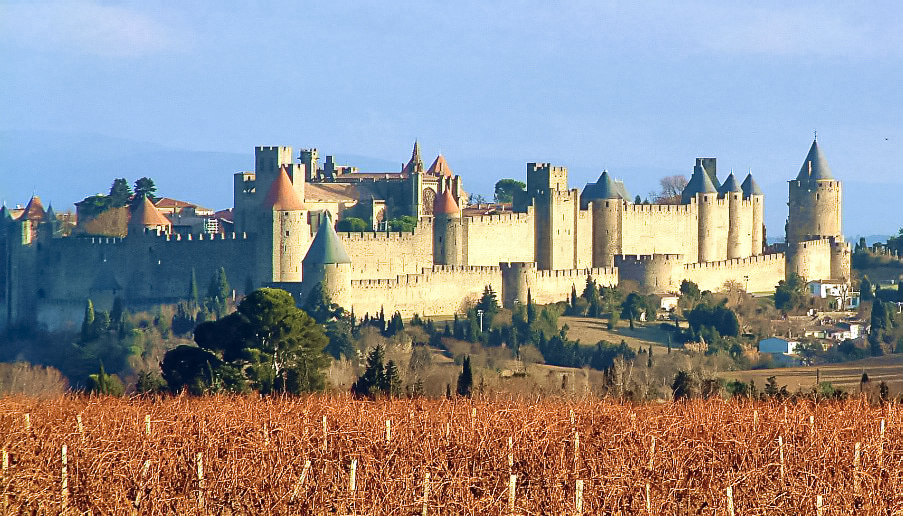
Cidade murada de Carcassonne, La Cité, posse da família Trencavel, sitiada pelas forças cruzadas em agosto de 1209, durante a cruzada albigense

Em 1207, enquanto Domingos e os outros cistercienses pregavam, o legado papal Pierre de Castelnau tomou a iniciativa de expor um acordo geral de paz a todos os condes e senhores do Languedoque. Pedia que se comprometessem a não empregar judeus na sua administração (para evitar empréstimos que não fossem eclesiásticos), devolver o dinheiro não pago às igrejas em conceito de tributo, não contratar salteadores e, sobretudo, perseguir os hereges cátaros. Ao conde Raimundo VI de Toulouse era impossível aceitar estas condições sem quebrantar os fundamentos do seu poder, de modo que se negou. Foi excomungado por isso a 29 de maio de 1207. Decidiu então emprestar juramento e foi-lhe levantada a excomunhão. Mas, evidentemente, não pôde efetuar as petições e foi excomungado de novo numa reunião em Saint-Gilles.
A 14 de janeiro de 1208, Castelnau foi assassinado quando se dispunha a cruzar o rio Ródano, ao voltar da reunião de Saint-Gilles. O assassinato não foi ordenado por Raimundo mas toda a responsabilidade caiu sobre ele, as suas terras e os senhores feudais occitanos com os que mantinha algum tipo de vínculo,. O Papa Inocêncio III acusou abertamente ao Conde de Tolosa. A cruzada militar ia substituir a cruzada pacífica. A chave política para efetuar uma evangelização frutífera podia estar em Filipe Augusto, rei da França, mas estava em guerra com o rei de Inglaterra e o reino francês não podia manter dois exércitos, um para se defender da Inglaterra e outro para perseguir hereges.
A 9 de março de 1208, o Papa dirigiu uma carta a todos os arcebispos do Languedoque e a todos os condes, barões e senhores do reino da França. Um fragmento desta dizia:
| “ | Despojai os hereges das suas terras. A fé desapareceu, a paz morreu, a peste herética e a cólera guerreira cobraram novo alento. Prometo-vos a remissão dos vossos pecados se puserdes limite a tão grandes perigos. Ponde todo o vosso empenho em destruir a heresia por todos os meios que Deus vos inspirará. Com mais firmeza ainda que com os Sarracenos, pois são mais perigosos, combatei os hereges com mão dura. | ” |

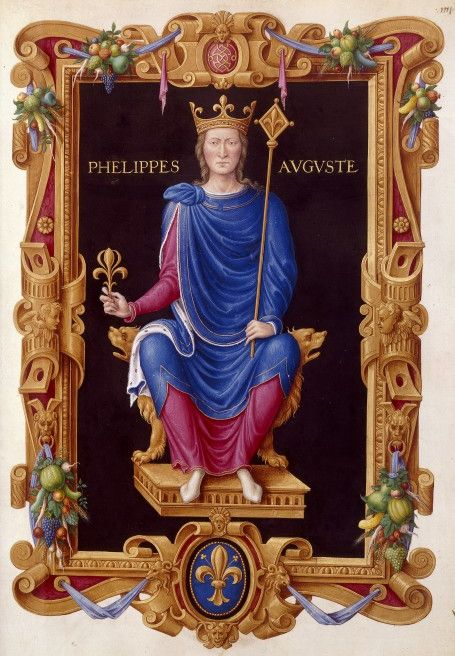
Filipe II de França

Assim, outorgava aos que tomaram parte da Cruzada iguais privilégios concedidos para as cruzadas na Terra Santa: absolvição dos pecados e promessa do paraíso para os mortos no combate. Uma cláusula suplementar foi acrescentada: as terras "limpas de hereges" passariam a ser posse, em pleno direito, do cruzado que as conquistasse. Uma numerosa tropa foi formada; num território com diferentes senhores feudais, mal defendido e pouco habitado, a vitória podia parecer fácil aos barões habituados às cruzadas no ultramar. Primariamente a força bélica era formada por nobres vindos da França, não dispostos a prolongarem a sua estadia para além dos quarenta dias regulamentares de serviço "d'Ost". Simão de Montfort, barão de Amury, proveniente de ilha de França, destacar-se-ia como chefe militar da cruzada; Arnaud Amaury, abade de Cîteaux, foi designado pelo Papa chefe religioso da expedição. O financiamento, a princípio, recaiu nos prelados, que deviam detrair das populações das suas dioceses 10% da renda. A concentração de tropas aconteceu em Lyon: 20 000 cavaleiros, mais de 200 000 cidadãos e camponeses, sem contar o clero. Assim o descreve o trovador da época Guilherme de Tudèle; o certo é que a chamada concentrou um elevada tropa. Os cruzados partiram para o Midi baixando pelo vale do Ródano. Raimundo Rogério Trencavel, visconde de Carcassona e conde de Béziers, cavalgaram ao seu encontro numa tentativa por chegar a um acordo com os legados papais. Nada tinha a ver com o assassinato de Pierre Castelnau, mas era suspeito de heresia e foi recusado. Trencavel dirigiu-se imediatamente para Béziers, pôs a cidade e aos seus cônsules em estado de defesa, partindo imediatamente para Carcassona para fazer o próprio.

### A cruzada dos barões ou guerra relâmpago

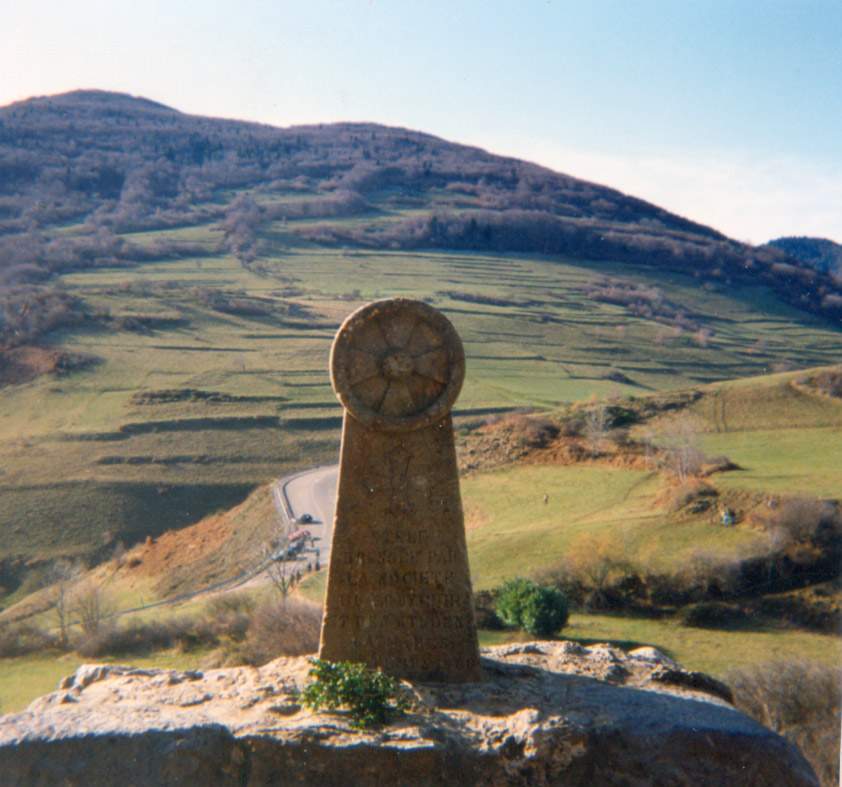
Estela em memória dos cerca de 200 cátaros mortos na fogueira em Montsegur em 1244. A inscrição, em língua occitana, é: "Als catars, als martirs del pur amor crestian 16 de març 1244" ("Aos cátaros, aos mártires do puro amor cristão").

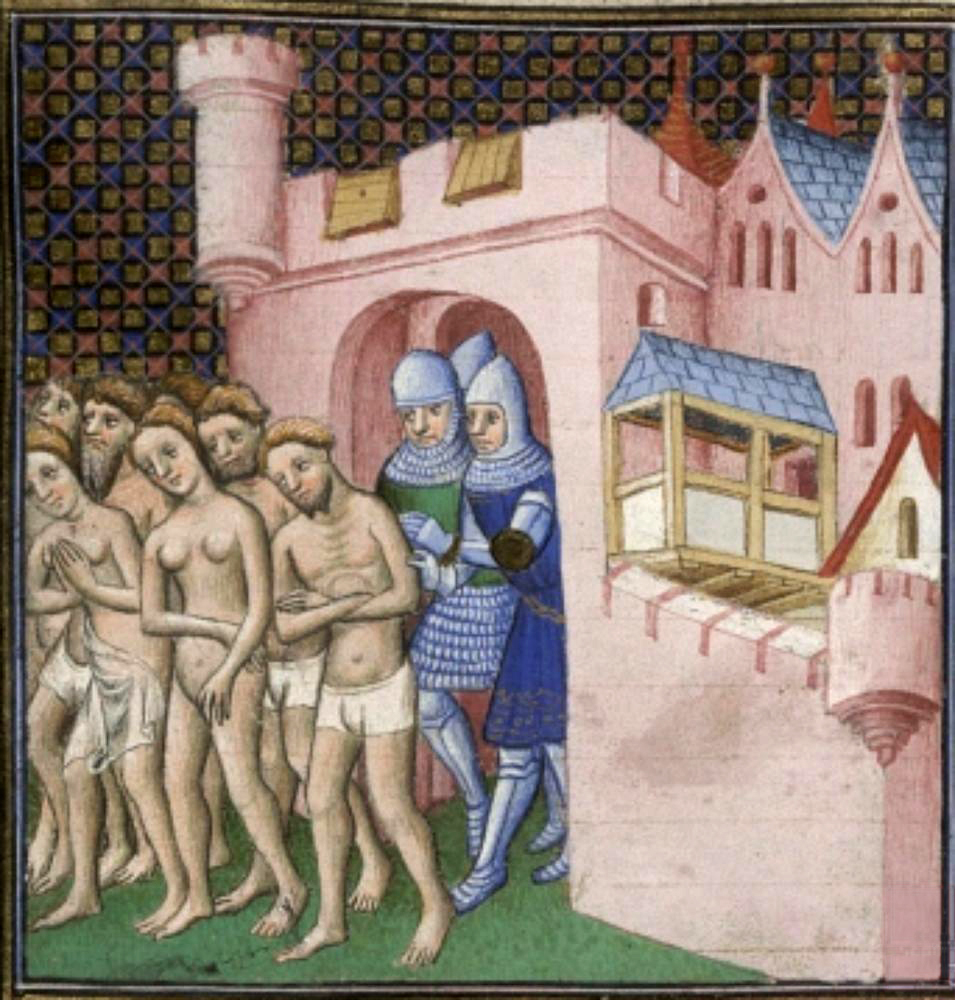
"Expulsão dos cátaros de Carcassonne em 1209", (1415), oficina de Mestre de Boucicaut

A 21 de julho de 1209 os cruzados posicionaram-se diante de Béziers; Simão de Montfort à frente do exército cruzado atacou a cidade  e exterminou toda a população sem levar em conta a sua filiação religiosa e pronunciando, segundo a crônica de Cesáreo de Heisterbach, a frase:
| “ | Matai-os todos, Deus reconhecerá os seus! | ” |

Esta primeira matança, de 7 mil a 8 mil pessoas, que aconteceu na igreja da Madeleine, não entrava nos costumes da época. É considerada mais bem um golpe de efeito ou instauração do terror: causar o pânico para evitar resistência nos senhores do Midi, segundo alguns cronistas, embora outros salientem o comportamento e caráter cruel do chefe militar da cruzada. Após a conquista de Béziers, a cruzada avançou para Carcassonne, o massacre de Beziers causou efeito e todas as fortalezas e burgos iam capitulando sem oferecer resistência. Os cruzados chegaram a Carcassona a 1 de agosto de 1209. Pedro II de Aragão cavalgou até a cidade solicitando condições de paz aceitáveis para o seu sobrinho Raimundo Rogério Trencavel. Arnaldo Amaury exigiu pela sua vez as suas condições: só autorizar a Raimundo Rogério e a doze acompanhantes a abandonarem a cidade. Condições inaceitáveis para Trencavel que, com apenas vinte e quatro anos, faleceria nas masmorras da que fora a sua própria fortificação uma vez tomada a Cidadela.
Reforçado no seu posto de chefe dos cruzados, Montfort empreendeu a seguir a conquista da região de Rasez. Montréal, Preixan, Fanjeaux, Montlaur, Bram iriam caindo sistematicamente. Daí pôs cerco a Minerve. Em junho de 1210, com a queda da vila, 140 cátaros seriam queimados vivos. A seguir, durante quatro meses, assediou o Castelo de Termes e depois o de Puivert que cairia em só três dias. Após a queda destes dois bastiões, Pedro Rogério de Cabaret decidiu entregar os Castelos de Lastours ao chefe cruzado em troca da libertação de Bouchard de Marly, senhor de Saissac. No fim desse mesmo ano, Monforte controlava o leste  do Languedoque e foi nomeado visconde de Rasez. Estava preparado para se adentrar nos domínios dos dois senhores mais poderosos da Occitânia, os condes de Toulouse e Foix. Penetrou pela vila de Lavaur, a pouco mais de 30 km da cidade do Garona. A 3 de maio de 1211 as suas tropas entraram na cidade desencadeando uma feroz repressão. O senhor Aymeri de Montréal e oitenta dos seus cavaleiros foram enforcados, a sua irmã Guiraude, grávida, foi lapidada no fundo de um poço e quatrocentos cátaros foram queimados vivos. A seguir dirigiu-se à próxima Toulouse sem conseguir submetê-la. Então, Raimundo VI tinha já pedido ajuda a todos os seus vassalos e ao rei de Aragão e dispôs-se a apresentar batalha.

### A batalha de Muret
A primeira batalha com o bando occitano ao completo travou-se em Castelnaudary em setembro de 1211. O resultado é incerto e, embora as abundantes baixas, ambos os bandos reclamaram a vitória. Mas apenas seria o preâmbulo de um confronto maior. Chamado por Raimundo VI de Toulouse, Bernardo IV de Cominges e Raimundo Rogério de Foix, Pedro II de Aragão decidiu finalmente acudir na ajuda dos seus súbditos no verão de 1213. Veio precedido pela auréola do seu sucesso na batalha das Navas de Tolosa, na qual participara com os outros reinos cristãos peninsulares. A 30 de agosto pôs cerco ao castelo de Muret, a uns 20 km a sudoeste de Toulouse, onde se refugiavam uns trinta cavaleiros cruzados. Simão de Montfort, que se encontrava naquele momento em Fanjeaux, partiu para Muret na companhia de outros mil cavaleiros chegando na véspera da batalha. A 12 de setembro de 1213 as ruas de Muret, estreitas e cheias de barricadas, serviram de refúgio aos cruzados, amplamente superados em número pela aliança occitano aragonesa, que porém acabaria sofrendo uma derrota sem paliativos. Num mesmo dia os occitanos perderam entre 10 000 e 15 000 homens, Aragão o seu rei, e Foix, Narbona e Cominges passaram às mãos de Simão de Monfort. Em novembro de 1215 o Concílio de Latrão IV despossuiu Raimundo VI e Raimundo II Trencavel das suas terras de Toulouse, nomeando a Montfort duque de Narbonne, conde de Toulouse e visconde de Carcassonne e Rasez, e arcebispo de Narbonne a Arnaud Amaury. Aparentemente a cruzada venceu.

### A reconquista occitana e a intervenção real francesa
Inocêncio III faleceu em 1216 e a sua morte desencadeou uma sublevação geral em todo o Midi. Raimundo VI, que estivera rearmando-se no Condado de Barcelona com o seu filho Raimundo VII, desembarcou em Marselha (o Concílio de Latrão preservara as suas posses provençais) e retomou a luta.

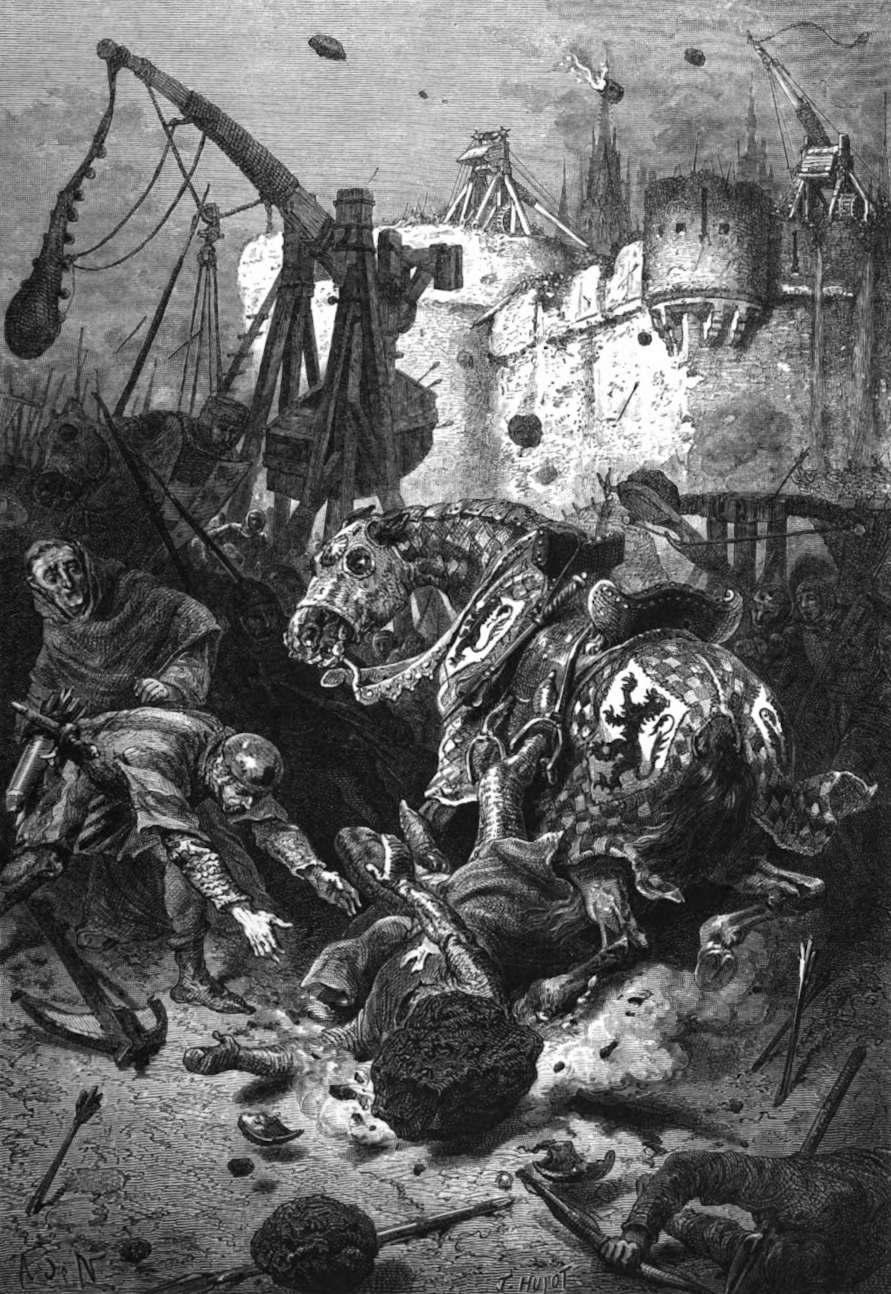
Morte de Simão de Montfort durante o assédio a Toulouse

Em agosto de 1216 derrotou pela primeira vez a Montfort em Beaucaire. Este tratou de se desfazer definitivamente do seu adversário pondo assédio à cidade de Toulouse, mas a 25 de junho de 1218 uma pedra de catapulta lançada por mulheres da cidade, segundo contam os cronistas, acertou no general inimigo e matou-o. O seu filho, Amaury VI de Monfort, sucede-lhe, mas não tinha o gênio militar do seu pai e foi derrotado sucessivamente. Em 1221 os cruzados abandonam o cerco de Castelnaudary, onde encerraram o conde de Foix, e fugiram para Carcassona. Raimundo VII (o seu pai faleceu esse mesmo ano) aliou-se com Rogério Bernardo e recuperou sucessivamente Montréal, Fanjeaux, Limoux e Pieusse. Continuou as suas conquistas pelas regiões de Carcassès e o Baixo Razes e, em março de 1223, Mirepoix, onde se encontrava Guy I de Lévis, Marechal da Fé e tenente de Montfort, que deveria fugir também para Carcassona.
Os cruzados retrocederam até posições similares ao começo da guerra; o novo papa Honório II reagiu excomungando o novo conde tolosano. Pela sua vez, Luís VIII de França, por influência da sua esposa Branca de Castela, foi convencido para tomar ele próprio as rédeas da Cruzada. Em 1226 descendeu com as suas tropas francesas o vale do Ródano e submeteu Avinhão. Advertidos da presença da armada real, os habitantes de Carcassona rebelaram-se contra a família Trencavel, que se voltara a estabelecer na cidade, e foi forçada a retirar-se em Limoux. Finalmente, após escrever uma carta a 17 de junho de 1227, Trencavel fugiu para Barcelona, deixando as suas terras sob a proteção de Roger-Bernard de Foix.
Derrotado Trencavel e excomungado Raimundo VII, os occitanos viram-se forçados a assinar os humilhantes termos do Tratado de Meaux.

### Ultimas batalhas, exílio e decadência cátara
Ainda em 1240 Trencavel tentaria recuperar os seus antigos domínios à cabeça de um exércitos de faydits (cavaleiros occitanos favoráveis ao catarismo e despojados dos seus domínios) de Rasez, o Carcassonnense e Fenolheda apoiados por infantaria aragonesa; mas, em lugar de aproveitar o efeito surpresa e dirigir-se diretamente a Carcassonne, foram para as fortalezas da comarca de Minerve, a Montanha Negra e as Corbières, dando tempo ao senescal da Cité, Guilhaume des Ormes, a reforçar as suas defesas. Finalmente o assédio fracassou e os condes de Tolosa e Foix deveram acudir em ajuda de Trencavel para lhe permitir uma rendição honorável e fugir para Aragão.

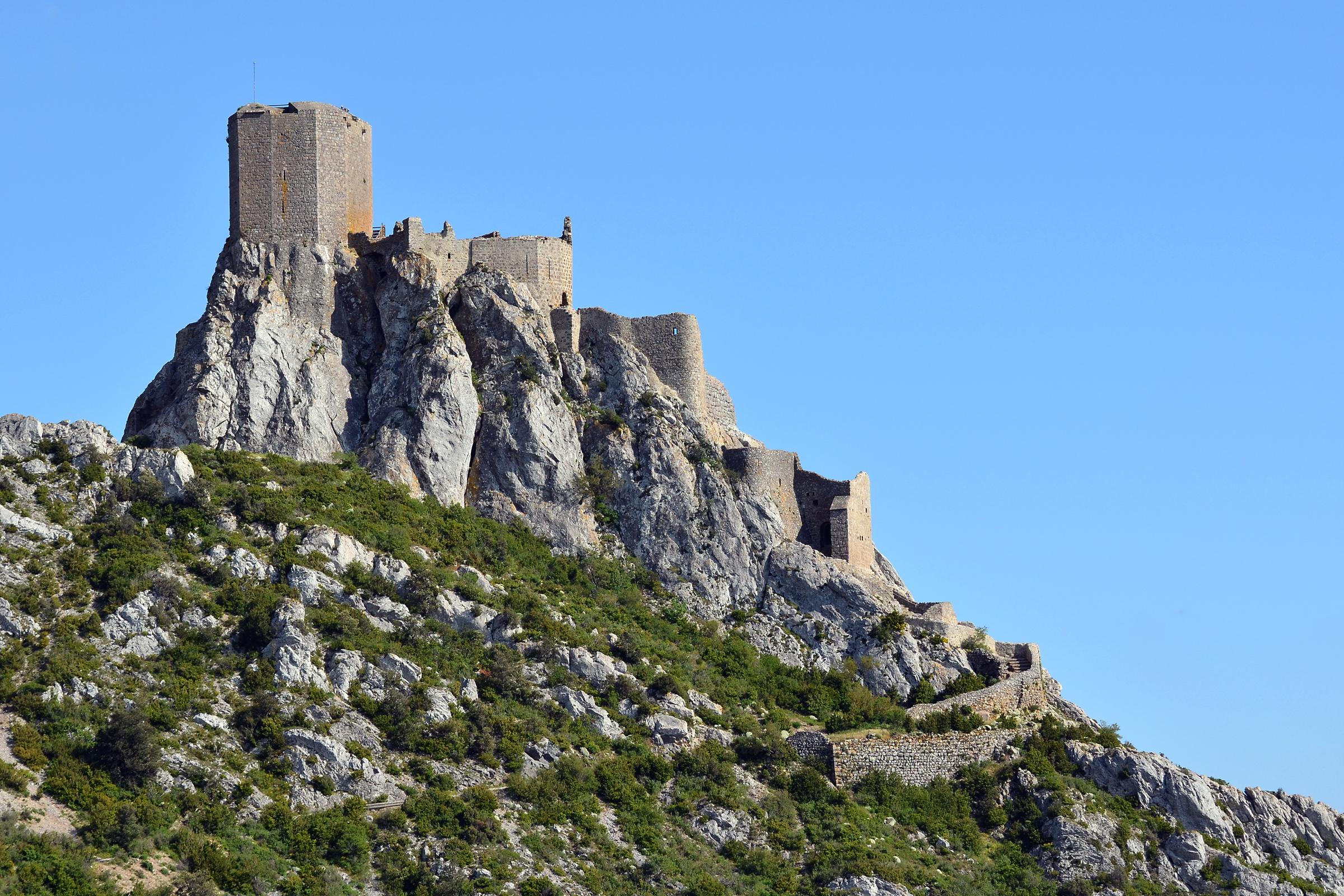
Castelo de Quéribus

Em 1242 Raimundo VII de Tolosa, com o apoio de Trencavel, Almarico visconde de Narbona e o conde de Foix, apropriou-se de Rasez e a seguir do Minervois e Albi antes de entrar em Narbona. Os franceses resistiram em Carcassona e Béziers, e as chamadas de Raimundo VII ao alçamento occitano e as suas petições de ajuda os duques de Bretanha, condes de Provença e ao rei de Aragão foram devolvidas. Luís IX marchou para o Languedoc à cabeça dos seus exércitos, obrigando uma vez mais o conde tolosano a capitular. Em janeiro de 1243 Raimundo VII fez ato de submissão a Luís IX e foi imitado pelo conde de Foix e o visconde de Narbona. Em que pese à derrota dos senhores feudais, a heresia cátara seguiu presente no Midi. Para terminar de extirpá-la, a Igreja criou a Inquisição, que a princípio se centraria em reprimir cátaros e valdenses. A sua presença foi motivo de diferentes alçamentos populares e de que os cátaros se retirassem paulatinamente a fortificações afastadas com a esperança de sobreviverem longe das fontes militares do conflito. A queda destes castelos e fortalezas, como a de Montsegur em 1244 e a de Quéribus em 1255, causaria as últimas matanças da guerra e o fim do catarismo. A Inquisição continuaria agindo na zona nos seguintes três quarteis de século, mas com casos individuais, até ficar extinta.

## Consequências
A primeira e evidente consequência da cruzada aconteceu no plano religioso. O movimento cátaro, ainda sem parar de ser minoritário e pese ter sido perseguido em outras partes da Europa, atingiria ao longo o século XII uma influência crescente na sociedade do Languedoque, incrementando o seu número de fiéis, particularmente entre os membros da nobreza. Como consequência da guerra e da repressão posterior, o movimento foi desorganizado e entrou em decadência; embora conseguisse sobreviver em áreas periféricas do reino de Aragão e da Bósnia, a sua influência acabou desaparecendo de Europa Ocidental em princípios do século XIV (definitivamente com a conquista turca da Bósnia). A Igreja Romana consolidou assim a sua posição hegemônica antes que a ameaça herética se estendesse por toda a sociedade languedociana ou a outros territórios. Além disso, no curso do conflito nasceram dois instrumentos que seriam fundamentais para a Igreja nos séculos seguintes: a Inquisição e a Ordem dos Irmãos Pregadores.

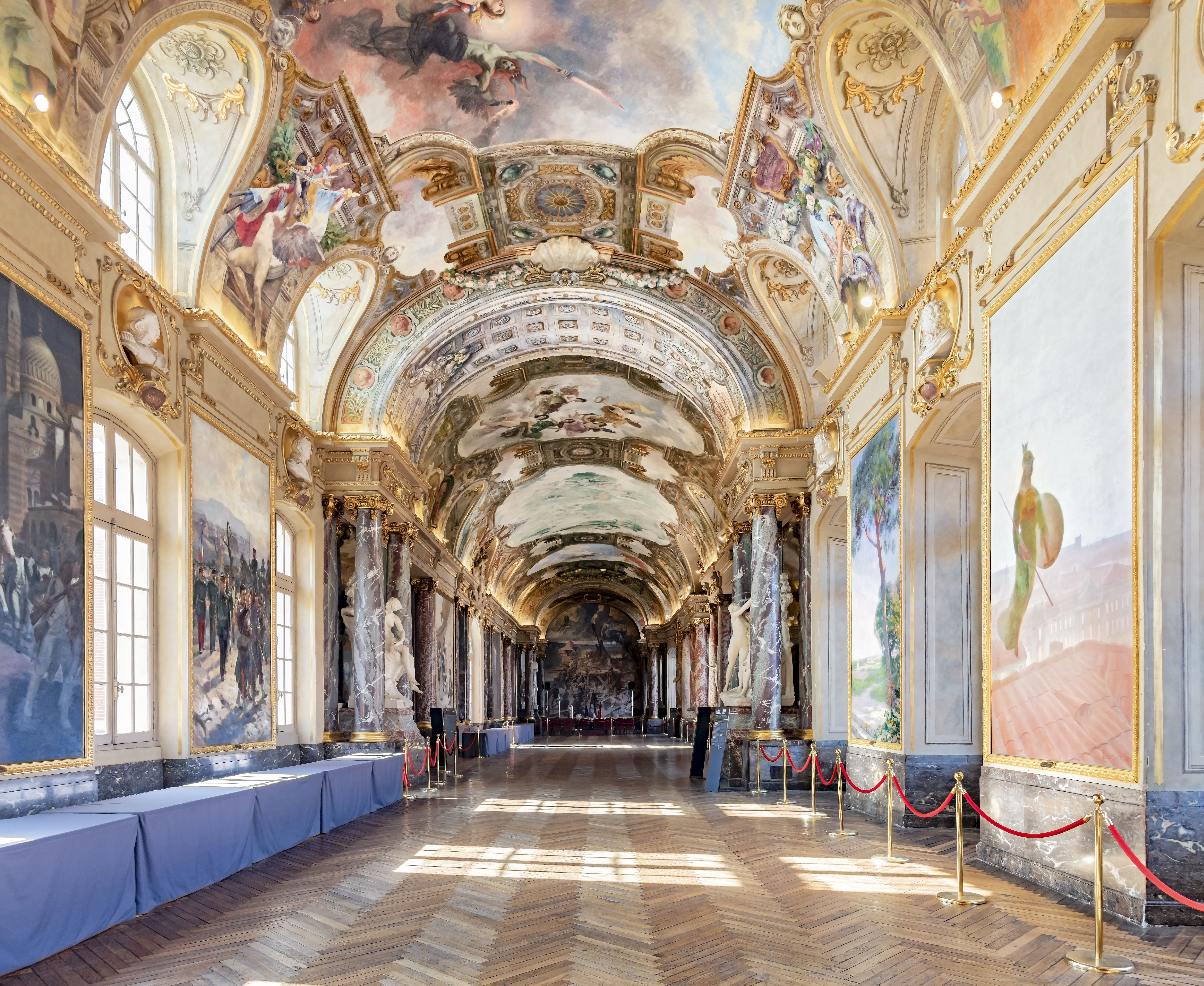
Galeria dos ilustres do Capitólio de Toulouse, onde alguns afrescos representam cenas da Cruzada

No plano político houve dois: o fim da expansão aragonesa a norte dos Pirenéus e o desaparecimento do Condado de Toulouse. Os aragoneses sofreram uma dupla derrota, militar na batalha de Muret, e estratégica com o desaparecimento de territórios que lhes rendiam vassalagem. Até aquele momento, Toulouse, Carcassonne, Foix, Provença ou Comminges, embora teóricos vassalos do rei da França, levavam décadas agindo com independência da ilha de França, e em 1213 declararam-se súbditos aragoneses. Após a cruzada albigense, quase todos estes territórios voltaram para a órbita francesa, ficando só como posses da coroa aragonesa o senhorio de Montpellier (até 1349) e os condados do Rossilhão e a Cerdanha. Este declínio na sua expansão para norte, unido à limitação nos seus avanços para sul (Sentença Arbitral de Torrellas e Tratado de Elche) seria uma das causas de a monarquia aragonesa se devotar na sua expansão pelo Mediterrâneo nos séculos seguintes.
Pelo seu lado, a dissolução do Condado de Toulouse e a integração dos seus territórios na Coroa francesa foi especialmente transcendental pelo momento em que ocorreu. Dado o grau de autonomia, a riqueza comercial dos territórios controlados pelos Saint-Gilles e o seu crescente peso estratégico ao somar outros senhores feudais que mostravam respeito, o condado de Tolosa poderia ter continuado ganhando independência, agindo como entidade independente; porém, a sua inclusão deu acesso à França ao Mediterrâneo (o que seria aproveitado pelo próprio são Luís IX para partir para as cruzadas desde Aigues-Mortes) e assentou a sua autoridade sobre uns territórios nos quais se apoiaria na posterior Guerra dos Cem Anos.
No plano cultural, a inclusão teve como efeito um progressivo declínio do occitano.
Em meados do século XX diversos investigadores e historiadores recuperaram a memória da cruzada albigense como reivindicação do patrimônio histórico-cultural da região cultural francesa da Occitânia, sendo o conceito do catarismo explorado atualmente com fins comerciais turísticos nomeadamente, como a marca "Pays Cathare" (País Cátaro) com que é divulgado o departamento do Aude ou os denominados castelos cátaros.

## Na cultura popular
- A banda de heavy metal inglesa Iron Maiden gravou uma música chamada "Montsegur", em seu álbum lançado em 2003 de nome Dance of Death, que conta a história da cruzada albigense.[10]